# Flavius Eugenius
Flavius Eugenius (? - 6 september 394) was West-Romeins keizer van 22 augustus 392 tot 6 september 394. Omdat hij geen enkel recht op de troon had en niet werd erkend door Theodosius I, die in het oosten toen al de macht had, wordt hij een usurpator genoemd.
Eugenius kwam uit een Romeinse familie, en werd door de machtige Frankische generaal Arbogast op de troon gezet. Deze wilde liever een Romeinse marionet op de troon, omdat hij zo wat meer legitimiteit kon verwerven voor zijn regime.
Onder Eugenius werden er verschillende werken begonnen om oude tempels van Romeinse goden te herstellen, zoals het altaar van Victoria in de Senaat. Het is niet helemaal duidelijk of Eugenius nu zelf een heiden was of toch christen, al lijken zijn daden vooral voor het eerste te pleiten. Eugenius wist ook de bondgenootschappen met de Alamannen en de Franken te hernieuwen.
Keizer Theodosius bereidde echter een invasie voor en vertrok in mei uit Constantinopel. Op 5 september kwam het tot de (Slag aan de Frigidus), een bloedige veldslag die twee dagen duurde. Op de tweede dag werd Eugenius gevangengenomen en onthoofd.